# 尾崎喜八

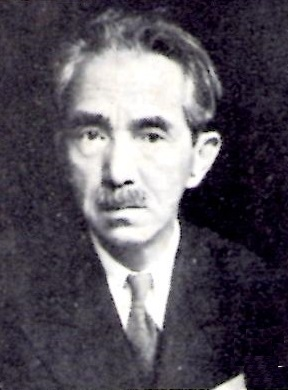
尾崎喜八

尾崎 喜八（おざき きはち、1892年1月31日 - 1974年2月4日）は、日本の詩人、随筆家、翻訳家。

## 略歴
東京府東京市京橋区（現在の東京都中央区京橋）南小田原町出身。尾崎喜三郎の長男として生まれる。生後まもなく実母が離婚。継母原島しげを迎える。東京府下荏原郡大井村浜川の漁師、神山政五郎方に里子に出される。1896年（明治29年）京橋区本港町で廻漕問屋を営む実家にひきとられる。1898年（明治31年）4月新港町の築地小学校に入学。1904年（明治37年）4月京華商業学校入学。1909年（明治42年）3月京華商業学校を卒業した後は独学を続ける。同年、中井銀行に就職。この頃文学を愛好し、英訳本でヨーロッパ文学に読み耽る。1911年（明治44年）『文章世界』、『スバル』などで高村光太郎を知り、高村の芸術意欲と反逆精神に触れる。トルストイの『復活』に感銘し、さらにイプセン、メーテルリンク、ロバート・バーンズ、ワーズワース、ゴーリキーなどを読む。『白樺』により文壇の新風や西欧の絵に心をとらわれ、武者小路実篤、志賀直哉からも影響を受ける。この年銀行を退職し、三省堂器械標本部に就職。1912年（明治45年）高村を本郷駒込のアトリエに訪問し、文学志望の気持ちをうちあける。また、高村の影響でロマン・ロランを読み、心酔する。ヴェルハーレン、ホイットマンも熱心に読む。1913年（大正2年）三省堂を退職。年末に高田商会へ入社。高村訳の『ジャン・クリストフ』第1部に感銘を受ける1914年（大正3年）。高村の知遇を得てさらに、1914年（大正3年）22歳の頃に武者小路実篤と識り、白樺派の理想主義の影響下に詩作を始めた。またこの年から津田英学塾の塚田隆子を知り、熱烈な恋愛をするも、1915年（大正4年）秘密だった隆子との恋愛を知られ、結婚も文学も断念せよと迫られる。父との仲が不和となり、尾崎家を廃嫡となる。高田商会を退社。大磯、箱根などの旅館を転々とする。1916年（大正5年）赤坂の長與善郎の家に寄宿し、千家元麿、岸田劉生、木村荘八らを知る。犬養健、松方三郎らと親しむ。4月ロマン・ロラン「今日の音楽家」を翻訳し、1917年（大正6年）1月まで『白樺』に連載。なお、そのあいだに1916年12月、『近代音樂家評傅』として洛陽堂より刊行。1917年（大正6年）は日本橋の化学薬品会社の帳簿係として働きながら、エクトル・ベルリオーズの『自傳と書翰』の翻訳を行う。1919年（大正8年）2月スペイン風邪で隆子死去。心に大きな空洞を生ずる。同年4月一幕劇「ある女の死 隆子の靈に」が齋藤清次郎編『白樺』に発表される。12月朝鮮銀行に就職し、京城に渡り、本店に入る。1920年（大正9年）6月刊行の小泉鐵編『白樺十周年記念集』に「ある女の死」が掲載される。夏、病気を理由として銀行を辞職し、京城より半年ほどで引き揚げ、東京に戻る。同年高村と頻繁に交流する。秋に高村に伴われて東京府平塚村下蛇窪に小説家水野葉舟を訪ねる。当時娘の実子は15歳。母のない家庭を守り立ち働いていた。
1921年（大正10年）『詩聖』、『新詩人』に詩や文章を毎号寄稿。高村のアトリエで高田博厚を知る。また、この頃『詩聖』に執筆することにより野口米次郎、田中冬二、中野秀人らを知る。3月ロマン・ロランの『コラ・ブルニョン』を訳し、『白樺』に5月まで3回掲載。12月水野葉舟邸の近くの借家へ転居する。1922年（大正11年）5月第一詩集『空と樹木』刊行。また、ロマン・ロランやエクトル・ベルリオーズ等の翻訳を『白樺』に連載した。以来、詩・随筆の訳業として、文通のあったロラン、ヘルマン・ヘッセを始め、ライナー・マリア・リルケ、モーリス・メーテルリンク 、シャルル・ヴィルドラック、ジョルジュ・デュアメル など私淑する外国作家の翻訳がある。1923年（大正12年）9月関東大震災の日、実家へ駆けつけ父母を助ける。父と和解。豊多摩郡高井戸村に父の援助で新居を構える。1924年（大正13年）3月水野実子と結婚。片山敏彦、草野心平、黄瀛らと親交を持つ。6月詩集『高層雲の下』刊行。9月片山敏彦･高田博厚らと文芸誌『大街道』を創刊。1925年（大正14年）6月長女栄子誕生。この頃、片山らと「ロマン・ロランの會」を創立。1926年（大正15年）5月詩人シャルル・ヴィルドラック夫妻を上高井戸に迎える。この年ヘルマン・ヘッセを読むためドイツ語学習を始める。1927年（昭和2年）7月長男朗馬雄誕生。9月詩集『曠野の火』刊行。11月父死去。
1928年（昭和3年）3月、『ヴイルドラツク選詩集』長男刊行。同月長男死去。家督を相続し京橋区新川の実家へ転居。この頃登山家の河田楨を知り、山歩きの魅力を知る。茅野蕭々訳『リルケ詩抄』を読み、影響を受ける。5月より同人誌『東方』を自費刊行する。同人雑誌では『生命の川』『新詩人』『詩聖』『嵐』『銅鑼』『歴程』などに関係した。1931年（昭和6年）12月杉並区荻窪一丁目の家主が中西悟堂の借家へ転居し、家族三人で、気象観測、雲の撮影、花の栽培、昆虫や植物の観察と標本づくりといった自然観察に熱中する。1933年（昭和8年）6月詩集『旅と滞在』刊行。1935年（昭和10年）7月散文と写真による『山の繪本 紀行と隨想』刊行。1937年（昭和12年）8月エミール・ジャヴェル『一登山家の思ひ出』刊行。1938年（昭和13年）7月散文集『雲と草原』刊行。1939年（昭和14年）7月ヘッセ『ヷンデルング』刊行。1940年（昭和15年）2月詩集『行人の歌』刊行。3月デュアメル『北方の歌』刊行。
1941年（昭和16年）3月デュアメル『阿蘭陀組曲』刊行。6月デュアメル『モスコウの旅』刊行。
この年の12月24日に大政翼賛会の肝いりで開催された「文学者愛国大会」に参加。会場で詩の朗読を行うなど、時世沿った行動も見られた。
1942年（昭和17年）5月『雲』刊行。6月『詩人の風土』刊行。9月詩集『高原詩抄』刊行。10月詩集『此の糧』刊行。1943年（昭和18年）2月詩集『二十年の歌』刊行。4月詩集『組長詩集』を大政翼賛會宣傳部より刊行。1944年（昭和19年）3月詩集『同胞と共にあり』刊行。
戦前から太平洋戦争の直後まで、東京郊外に文化的半農生活を継続して営んだが、1945年（昭和20年）5月青山南町の家を空襲で焼かれ、北多摩郡砂川村の親戚宅に寄寓。10月千葉県三里塚近くの妻の実家へと移る。さらに病を得て帰京。吉祥寺の河田楨宅、杉並の井上康文宅などを転々としたが、1946年（昭和21年）4月『麥刈の月』の刊行ののち、9月から7年間、妻子とともに長野県諏訪郡富士見町にあった渡辺千秋の別荘「分水荘」の一部を借り、移り住んだ。なお、その建物は1975年（昭和50年）に解体されたが、敷地は公園として整備され、ふじみ分水の森となっている。1946年10月詩集『夏雲』刊行。1948年（昭和23年）1月詩集『残花抄 尾崎喜八集』刊行。3月散文集『高原暦日』刊行。6月散文集『美しき視野 自然隨筆集』刊行。1951年（昭和26年）9月散文集『碧い遠方』刊行。
1952年（昭和27年）5月創元文庫から『尾崎喜八詩集』刊行ののち、11月世田谷区玉川上野毛の多摩川台上の新居へ転居。1953年（昭和28年）7月新潮文庫で自選の『尾崎喜八詩集』刊行。1955年（昭和30年）2月詩集『花咲ける孤獨』刊行。6月『新譯ヘッセ詩集』刊行。11月『わが詩の流域』刊行。1956年（昭和31年）11月『山の詩帖』刊行。1958年（昭和33年）11月詩集『歳月の歌』刊行。12月『リルケ詩集』刊行。同月から創文社より『尾崎喜八詩文集』刊行開始。1964年（昭和39年）8月『さまざまの泉』刊行。1966年（昭和41年）1月詩集『田舎のモーツァルト』刊行。12月鎌倉市山ノ内明月谷の新居へ転居。1967年（昭和42年）2月散文集『私の衆讃歌』刊行。11月紫綬褒章受章。1969年（昭和44年）6月随筆集『夕べの旋律』刊行。11月『自註 富士見高原詩集』刊行。1970年（昭和45年）12月詩集『その空の下で』刊行。1971年（昭和46年）7月『あの頃の私の山』刊行。1973年（昭和48年）8月『音楽への愛と感謝』刊行。1974年（昭和49年）2月4日急性心不全により鎌倉市大町額田病院で死去。のち命日は蠟梅忌と名付けられた。
『歴程』1974年4・5月合併号、『アルプ』1974年6月号が追悼特集号となった。1976年（昭和51年）12月『名もなき季節 若き友人への手紙』刊行。1977年（昭和52年）に北鎌倉明月院に墓石建立。信州の山から運ばれた石に、詩人自筆の詩「回顧」が鋳造されてはめ込まれている。

## 作風
山岳と自然を主題とした詩や散文に多くの優れた作品を残した。詩、博物学的な自然と人間についてのエッセイ、翻訳のほかに、クラシック音楽への造詣も深く、最晩年の音楽随筆集『音楽への愛と感謝』などがある。自然と人間についての思索にみちた詩・随筆に独自の境地を開いた。
一般的には美ヶ原の美しの塔に刻まれた詩「美ヶ原熔岩台地」が知られている。また、戦後の7年間、長野県に住み、後期の代表作である詩集『花咲ける孤独』を書いた。この時期に、戦前から続く長野県の自然と郷土と山々への愛着はさらに深まり、長野県豊科高等学校をはじめ県下の多くの小中学校、高校の校歌の作詞を手掛けた。また、自宅があった井荻に近い上井草球場を本拠地とした職業野球団「東京セネタース」の球団歌を作詞している。
現在、富士見町の「富士見町高原のミュージアム」には、喜八の遺品、文学資料が多数収蔵・展示されているほか、北海道斜里町の「北のアルプ美術館」でも展示・資料研究が行われている。遺族・支持者・研究者からなる「尾崎喜八研究会」による年鑑「尾崎喜八資料」（1985〜、ISSN 0911-3339）が16号（2000）まで刊行されている。
毎年、2月第1土曜日を目処に、遺族・ファン・研究者が集う「臘梅忌」が東京で開かれている。（2014年現在、第40回）

## 著書
- 『詩集 空と樹木』玄文社詩歌部 1922年[注釈 6]
- 『高層雲の下 詩集』新詩壇社 1924年
- 『曠野の火 詩集』素人社 1927年
- 『旅と滞在 詩集』朋文堂 1933年
- 『山の繪本 紀行と隨想』朋文堂 1935年
- 『雲と草原』朋文堂 1938年
- 『行人の歌 尾崎喜八詩集』龍星閣 1940年
- 『雲』アルス 1942年
- 『詩人の風土』三笠書房 1942年
- 『高原詩抄』青木書店 1942年
- 『比の糧 詩集』二見書房 1942年
- 『組長詩篇 詩集』大政翼賛會宣傳部 1943年
- 『二十年の歌 詩集』三笠書房 1943年
- 『詩集 同胞と共にあり』二見書房 1944年
- 『麥刈の月』生活社 1946年
- 『夏雲 尾崎喜八詩集』青園荘 1946年
- 『残花抄 尾崎喜八集』玄文社 1948年
- 『高原暦日』あしかび書房 1948年
- 『美しき視野 自然隨筆集』友文社 1948年
- 『碧い遠方』角川書店 1951年
- 『尾崎喜八詩集』創元社 1952年
- 『尾崎喜八詩集』新潮社 1953年
- 『花咲ける孤獨 詩集』三笠書房 1955年
- 『わが詩の流域』三笠書房 1955年
- 『山の詩帖』朋文堂 1956年
- 『歳月の歌 詩集』朋文堂 1958年
- 『尾崎喜八詩文集』創文社 第1～第7 1958年、第8 1962年、第9 1972年、第10 1975年
- 『自然手帖』大和書房 1964年
- 『さまざまの泉』白水社 1964年
- 『田舎のモーツァルト 尾崎喜八詩集』創文社 1966年
- 『私の衆讃歌』創文社 1967年
- 『尾崎喜八詩集』彌生書房 1968年
- 『夕べの施律』創文社 1969年
- 『自註 富士見高原詩集』青娥書房 1969年
- 『その空の下で 詩集』創文社 1970年
- 『あの頃の私の山』二見書房 1971年
- 『音楽への愛と感謝』新潮社 1973年／音楽之友社 1992年／平凡社ライブラリー 2001年
- 『名もなき季節 富士見からの手紙』創文社 1976年
- 『日光と枯草』スキージャーナル 1977年[注釈 7]
- 『魂、そのめぐり会いの幸福』昭和出版 1979年
- 『山の絵本』岩波文庫、1993年（串田孫一解説）
- 『私の心の山　尾崎喜八選集』ヤマケイ文庫クラシックス、2024年

## 共著書
- 月原橙一郎編『南有集 詞華選』（尾崎作「新戰場」を含む。著者は全16名。発売禁止書籍[8]。）東北書院 1932年
- 『少年詩集内原の朝 他十二篇』（平田内藏吉と）翼贊圖書刊行會 1943年

## 翻訳
- 近代音樂家評傅 （ロマン・ロラン 洛陽堂 1916年）[注釈 8]
- ベルリオ自傳と書翰（エクトル・ベルリオーズ 叢文閣 1920年）
- ベートーヹン交響樂の批判的研究（エクトル・ベルリオーズ 佛蘭西書院 1923年）[注釈 9]
- 花の復活祭（ロマン・ロラン 叢文閣 1927年）
- ヴイルドラツク選詩集（シャルル・ヴィルドラック 詩集社 1928年）
- 一登山家の思ひ出 （エミール・ジャヴェル 龍星閣 1937年）
- ヷンデルング（ヘルマン・ヘッセ 朋文堂 1939年）
- 北方の歌（ジョルジュ・デュアメル 龍星閣 1940年）
- 母に歸る、さすらひの記:ヘルマン・ヘッセ全集第10巻（三笠書房 1940年）
- 阿蘭陀組曲（ジョルジュ・デュアメル 龍星閣 1941年）
- モスコウの旅（ジョルジュ・デュアメル 龍星閣 1941年）
- 畫家の詩（ヘルマン・ヘッセ 三笠書房 1942年）
- 悦ばしき時 自然随筆集（モーリス・マーテルリンク 富岳本社 1946年）
- リルケ詩集（角川書店 1950年）
- わが庭の寓話（ジョルジュ・デュアメル 創元社 1953年）
- 新譯ヘッセ詩集（三笠書房 1955年）
- 時禱詩集 全訳（ライナー・マリア・リルケ 彌生書房 1959年）
- 牧場の本 附 牧場の讃美（カール・ハインリヒ・ヴァッガール 創文社 1960年）
- 動物譚と植物誌（ジョルジュ・デュアメル 創文社 1963年）
- 慰めの音楽 附 青少年の教育における音楽の役割と位置（ジョルジュ・デュアメル 白水社 1963年）
- 画と随想の本（ヘルマン・ヘッセ 創文社 1964年）[注釈 10]
- ジャム詩集 新訳（彌生書房 1965年）

## 曲
- 『牧場』（1931年12月）［橋本國彦作曲、歌：根本美津子］
- 『東京セネタースの歌』（1940年3月）［小松平五郎作曲、歌：霧島昇、松原操］
- 『シンガポール陥落の歌』（1942年3月）［深海善次作編曲、歌：波岡惣一郎、小畑実、かちどき男声合唱団］
- 『大詔奉戴日の歌』（1942年4月）［信時潔作曲、歌：柴田睦陸、大谷洌子、管美沙緒］
- 『大詔奉戴日の歌』（1942年5月）［信時潔作曲、仁木他喜雄編曲、歌：藤山一郎］
- 『大詔奉戴日の歌』（1943年10月）［信時潔作曲、服部正編曲、歌：木下保、千葉静子］
- 『斉唱 技能讃歌』（1944年2月）［弘田龍太郎作曲、歌：伊藤武雄、笹田和子］